# نیل برنز
نیل برنز (انگلیسی: Neal Burns؛ ‏ ۲۶ ژوئن ۱۸۹۲ – ۳ اکتبر ۱۹۶۹) بازیگر، کمدین، فیلم‌نامه‌نویس و کارگردان فیلم اهل ایالات متحده آمریکا بود.
از فیلم‌هایی که وی در آن نقش داشته‌است، می‌توان به هیرام کله‌شق و عکس‌های قلابی اشاره کرد.